# (3609) Liloketai
(3609) Liloketai es un asteroide perteneciente al cinturón de asteroides, descubierto el 13 de noviembre de 1980 por el equipo del Observatorio de la Montaña Púrpura desde el Observatorio de la Montaña Púrpura, Nankín (China).

## Designación y nombre
Designado provisionalmente como 1980 VM1. Fue nombrado Liloketai en homenaje a “Li Loketai", reconocido educador de las zonas más pobres de China.